# グリフォン・ブルー・ド・ガスコーニュ
グリフォン・ブルー・ド・ガスコーニュ（英：Griffon Blue de Gascogne）は、フランスのピレネー山脈地帯原産のセントハウンド犬種のひとつである。

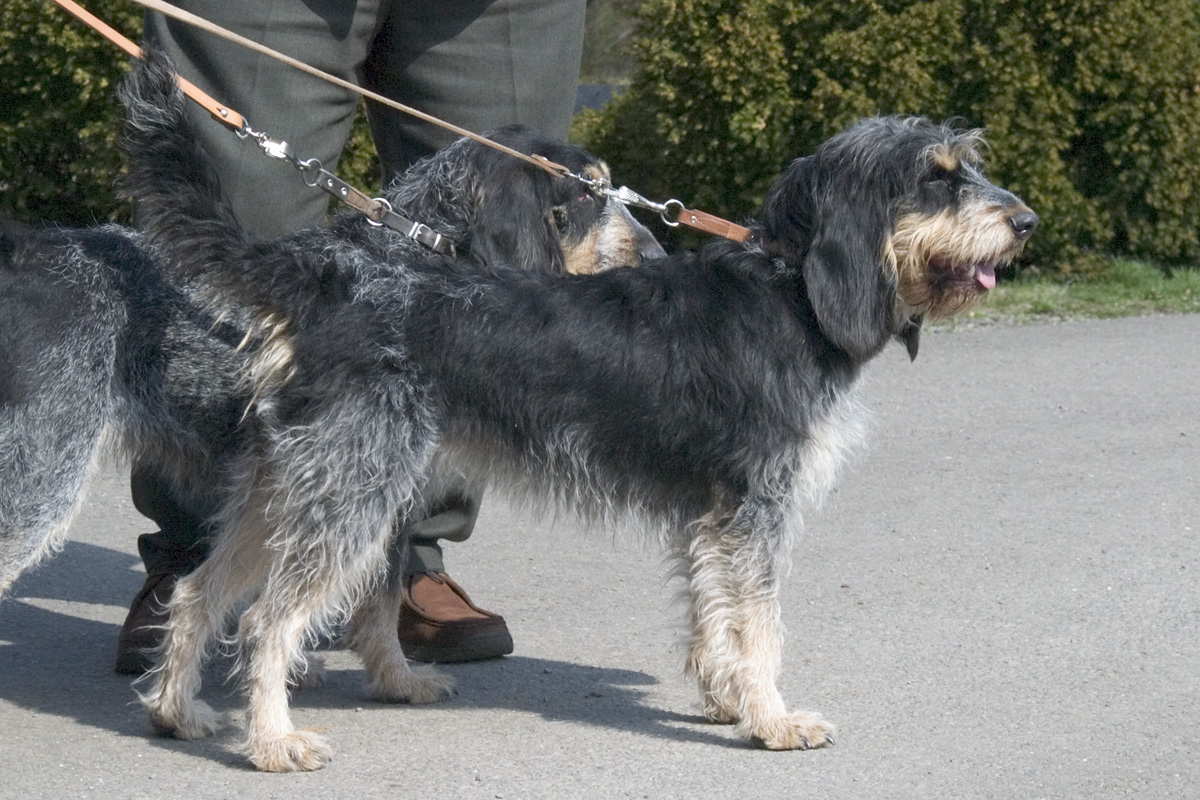
グリフォン・ブルー・ド・ガスコーニュ

## 歴史
寒さに強く且つ屈強で、足場の悪い山脈地帯で狩りをするのに適した犬種を目指して作出された。1700年代にプティ・ブルー・ド・ガスコーニュをベースとしてグリフォン・ニヴェルネ、グラン・グリフォン・バンデーン、フレンチ・ワイアーヘアード・ポインティング・グリフォンなどを掛け合わせて作られた。
本種は様々な獲物を狩るのに用いられた。ノウサギやキツネといった小型獣だけでなく、シカや狼などの大型獣まで狩ることができる。パックで獲物の臭いを追跡し、発見し、小型獣の場合は自力で仕留め、大型獣の場合は噛み留めなどを行い、主人に止めを刺してもらう。
1960年代に獲物の減少によって需要が失われ、ほぼ絶滅の状態に陥った。幸い少数だが熱心な愛好家がいたことにより保護が行われ、死滅寸前のところで何とか種として復活することができた。しかし、今日もその頭数は非常に少なく、絶滅が危惧されている。フランス国内でもかなり珍しい犬種で、まず国外でその姿をみることは無いといわれている。大半がショードッグとして飼育され、ペットとして飼育されているものは数少ない。又、ブルー・ド・ガスコーニュ犬種（グラン・ブルー・ド・ガスコーニュ、プティ・ブルー・ド・ガスコーニュ、バセー・ブルー・ド・ガスコーニュ、そして本種）の中で最も生存頭数が少ない。

## 特徴
ぼさぼさした硬いラフコートガ印象的な犬種である。眉毛や顎鬚、口髭もあり、他のブルー・ド・ガスコーニュと一風変わったいでたちを持つ。この毛は防寒性を高めたり、雨風をしのいだり、藪や獣の牙から身を守るといった鎧のような役割も果たす。毛色は他のブルー・ド・ガスコーニュと同じで、ブルー・ローン（青かす毛）をベースとしてブラックの斑とマーキング、そして目の上やマズル、胸部、足先などにタンのマーキングが入ったもの。筋肉質で引き締まった体を持ち、マズルは短めでストップは浅い。耳は長めの垂れ耳、尾は細い垂れ尾。体高は雄50〜57cmで雌48〜55cm、体重は雌雄共に18〜20kgの中型犬。性格は陽気で友好的、熱狂的でせっかちである。頑固で独立心が強く、狩猟本能が高い生粋の猟犬気質を持つ。しつけは主人からのみ受け付け、状況判断力は高い。運動量は普通で、かかりやすい病気は地肌が蒸れて起こる皮膚疾患や、コートが目に入って起こる眼疾患などがある。